# Brüder Schwadron
Brüder Schwadron waren österreichischer Fliesenleger und Hersteller von Keramikwaren, die ihre Hauptniederlassung in Wien hatte. Das Unternehmen, das sich bis zum Zweiten Weltkrieg größtenteils in Familienbesitz befand, war einer der bedeutendsten Wiener Fliesenleger.

## Geschichte

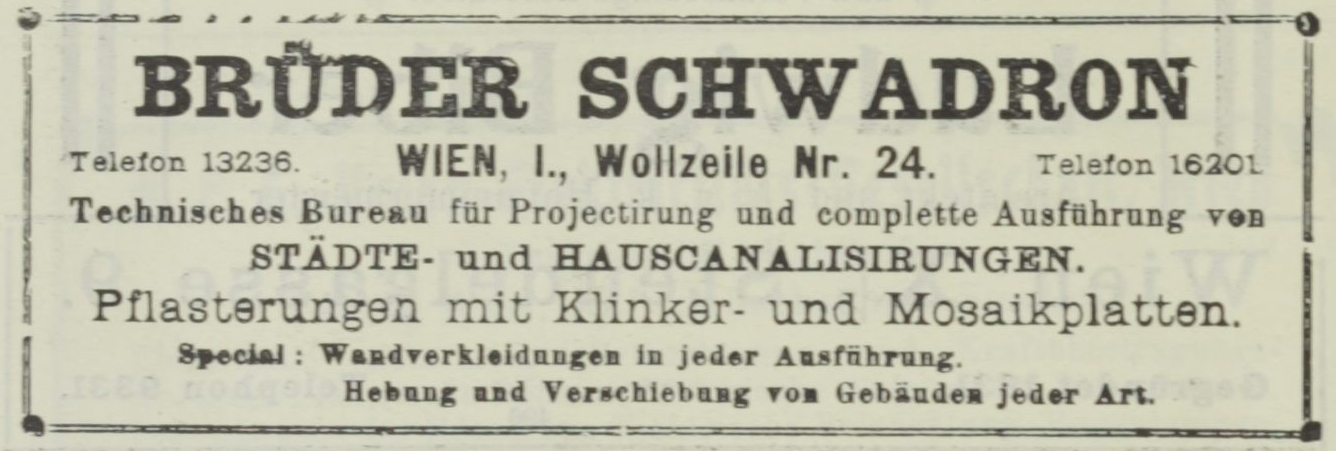
Inserat (1905)

Die Familie der Bauunternehmer Victor und Adolf Schwadron stammt ursprünglich aus Galizien. In Wien wurde Viktor zum Stadtbaumeister, Adolf war Ingenieur. Sie waren Begründer und Teilhaber des Unternehmens, das neben dem Handel mit Tonwaren, auch auf Hochbauten und Kanalisierungen spezialisiert war. Die Brüder Schwadron zeichnen u. a. für die Verfliesung des Dianabads und des Amalienbads verantwortlich, wobei die Fliesen dafür von der Firma RAKO geliefert wurden.
Die Zentrale befand sich in einem städtischen Wohn- und Geschäftshaus am Franz-Josefs-Kai 3, welches 1904 vom Architekten Julius Goldschläger errichtet wurde. Der Schauraum befand sich im Erdgeschoß.
Der ältere Sohn Viktors, Ernst Schwadron (* 1. Juli 1896; † 3. Februar 1979) studierte an der Staatsgewerbeschule Wien und war in den späten 1920er und 1930er Jahren vor allem als Innenarchitekt in Wien tätig. Er richtete 1930 sein Atelier-Penthouse im obersten Stock des Gebäudes ein, mit selbst entworfenen Möbeln, Teppichen der Künstlerin Erna Lederer-Mendel und großstädtischem Dachgarten. 1938 emigrierte er nach New York, wo er 1944 die Einrichtungsfirma Ernst Schwadron Inc. gründete.
Nach dem Einmarsch der Nationalsozialisten 1938 wurde das Vermögen der jüdischen Familie Schwadron, darunter auch ihr Haus am Franz-Josefs-Kai, arisiert.
Nach dem Krieg wurde das Gebäude zeitweise wieder von der Firma Schwadron verwendet. Die ehemaligen Kachelschauräume dienten nach einer Restaurierung von Mai 2010 bis Ende 2013 als Ausstellungsräume der BAWAG P.S.K. Contemporary.
Seit 2014 werden die Räume von der Hochschule für Angewandte Kunst als AIL -Angewandte Innovation Lab oratory genutzt.
Ein interaktives Ausstellungsprojekt Brüder Schwadron. call to mind, initiiert von Tina Zickler und Lisa Rastl in der ehemaligen Schwadron-Zentrale, beschäftigt sich mit dem Wirken der Brüder Schwadron.
2012 gestaltete die Künstlerin Heidrun Holzfeind ein umfassendes Ausstellungsprojekt zum Werk und Leben von Ernst Schwadron in der BAWAG Contemporary.
Im Jahr 2015 gestaltete Tina Zickler in der Kartause Mauerbach mit dem Bundesdenkmalamt ein Ausstellungsprojekt unter dem Titel Brüder Schwadron und die Wiener Baukeramik.